# (5429) 1988 BZ1
Az (5429) 1988 BZ1 a Naprendszer kisbolygóövében található aszteroida. Ueda és Kaneda fedezte fel 1988. január 25-én.